# Ilona Sákovics
Ilona Sákovics (ur. 26 lipca 1927 w Budapeszcie) – węgierska florecistka.

## Życiorys
W ciągu swojej kariery zdobyła srebrny medal w konkurencji drużynowej florecistek na mistrzostwach świata w szermierce w 1951 roku, przegrywając w finale z reprezentacją Francji..